# North American NA-16
Le North American NA-16 est le premier avion d'entraînement construit par North American Aviation. Cet aéronef est le premier d'une série d'avions d'entraînement plus ou moins similaires qui sont construits à plus de 17 000 exemplaires.  Son fuselage est constitué de tubes d'acier recouvert de tissu ; toutefois, les versions ultérieures sont dotées de structures monocoques en aluminium.
Le NA-16 effectue son premier vol le 1er avril 1935, après quoi l'avion est confié à l'United States Army Air Corps pour une évaluation en tant que principal avion d'entraînement,,.